# Þorsteinn Víglundsson
Þorsteinn Víglundsson (né le 22 novembre 1969) est un homme politique islandais qui a été député du Parti réformiste ( Viðreisn ) à l' Althing . Il a été ministre des affaires sociales et de l'égalité en 2017 dans le Gouvernement Benediktsson.
Sous sa direction, un projet de loi (amendements à la loi n ° 10/2008 sur l'égalité des sexes) a été adopté par le Parlement islandais (Althingi) à une large majorité le 1er juin 2017 et est entré en vigueur le 1er janvier 2018. Les entreprises et les institutions employant 25 travailleurs ou plus, sur une base annuelle, sont tenues d'obtenir une certification de l'égalité de rémunération. Le but de cette certification obligatoire est de faire appliquer la législation actuelle interdisant les pratiques discriminatoires fondées sur le sexe et exigeant que les femmes et les hommes travaillant pour le même employeur reçoivent un salaire égal et bénéficient de conditions d'emploi égales pour les mêmes emplois ou des emplois de valeur égale.
Avant de se lancer en politique, Þorsteinn Víglundsson a été directeur exécutif de SA - Business Iceland, une organisation de services pour les entreprises islandaises.